# Enfermeras
Enfermeras là một bộ phim truyền hình dài tập về y tế của Colombia được sản xuất bởi Ana María Pérez được công chiếu vào ngày 23 tháng 10 năm 2019 trên RCN Televisión. Loạt phim tập trung vào cuộc sống của một số y tá, đặc biệt tập trung vào cuộc đời của María Clara González (Diana Hoyos).
Vào ngày 3 tháng 1 năm 2020 RCN Televisión đã xác nhận rằng bộ truyện đã được cho mùa thứ hai.

## Cơ sở
María Clara González (Diana Hoyos) làm việc như một trưởng y tá tại một trong những bệnh viện được công nhận nhất trong thành phố: Santa Rosa. Cuộc sống dường như mỉm cười với anh không phải vì sự đơn điệu mà cuộc hôn nhân của anh với Román đã sụp đổ, mà anh có hai đứa con. Vào ngày kỷ niệm của mình, María Clara đưa ra quyết định giành lại chồng và đặt phòng khách sạn để qua đêm với anh ta. Tuy nhiên, Román bị đau tim tại hiện trường và được chuyển đến cấp cứu để nhận trợ giúp y tế. María Clara dành cả đêm ở bên cạnh. Ngày hôm sau, một người phụ nữ tên Paula đến, đi cùng với đứa con trai nhỏ và nói với y tá rằng đó là con trai đầu lòng của Román. Từ đó, Maria Clara ngày càng trở nên vỡ mộng với chồng, đến mức lên kế hoạch ly hôn.
Mặt khác, một bác sĩ nội khoa trẻ tuổi đến bệnh viện, bác sĩ Carlos Pérez (Sebastián Carvajal), người ngay lập tức có mối liên hệ đặc biệt với María Clara, sau đó trở thành bạn bè. Tuy nhiên, mối quan hệ của họ sẽ bị che mờ bởi nhiều trở ngại, khi lần lượt, cha và vợ của Carlos, tìm ra những gì xảy ra giữa họ. Ngoài ra, sự thù hằn của María Clara với ông chủ Gloria, sự phản đối của con cái cô đối với tình yêu mới của cô, công việc hỗn loạn xảy ra trong bệnh viện thay cho ông Manuel Castro (Lucho Velasco), giám đốc khoa học của nó và sự xuất hiện của một người mới ở Dr. Cuộc sống của Pérez sẽ khiến cuộc sống của họ có những hướng đi khác nhau.

## Diễn viên

### Chủ yếu
- Diana Hoyos trong vai María Clara González
- Sebastián Carvajal trong vai Carlos Pérez
- Viña Machado trong vai Gloria Mayorga Moreno
- Julián Trujillo trong vai Álvaro Rojas
- Lucho Velasco trong vai Manuel Alberto Castro
- Nina Caicedo trong vai Sol Angie Velásquez
- Federico Rivera trong vai Héctor Rubiano "Coco"
- María Manuela Gómez trong vai Valentina Duarte González
- Cristian Rojas trong vai Camilo Duarte González

### Định kỳ
- Andrés Suárez trong vai Agustín Garnica
- Tatiana Ariza trong vai Helena Prieto
- Andrea Rey trong vai Nelly Mejía
- Alejandra Correa trong vai Inés Chacón
- Viviana Posada trong vai Ivonne Ramírez
- Mariana Gómez trong vai Maritza Ferrari
- Susana Rojas trong vai Paula Rivera
- Pedro Palacio trong vai Román Duarte
- Vince Balanta trong vai Ginecólogo Fabio Mosquera
- Nayra Castillo trong vai Psicóloga Esperanza
- Miguel González trong vai Felipe Mackenzie
- Pedro Calvo trong vai Iñaki Ventura
- Juan Fernando Sánchez trong vai Ernesto Álvarez
- Ricardo Vélez trong vai Bernard Mackenzie
- Marcela Posada trong vai Ruby Palacino
- Martha Liliana Ruiz trong vai Jefe Evelyn
- Hugo Gómez trong vai Valeriano Pérez
- María Cecilia Botero trong vai Beatriz
- Jessica Mariana Cruz trong vai Mariana Cruz
- Diego Garzón trong vai Luis Tarazona
- Bárbara Perea trong vai Petra
- Andrés Durán trong vai Richi
- Óscar Salazar trong vai Óscar Peñate
- Alexandra Serrano trong vai Milena de Peñate
- Tiberio Cruz trong vai Dr. Castillo